# حزن بن أبي وهب
حزن بن أبي وهب صحابي من المهاجرين، ومن أشراف قريش في الجاهلية، غيّر النبي اسمه إلى "سهل"، وهو جد سعيد بن المسيب، وهو الذي أخذ الحجر الأسود من الكعبة حين أرادت قريش أن تبني الكعبة، وقيل: الذي رفع الحجر أبو وهب والد حزن، وهو الصحيح.

## سيرته
هو حَزْن بن أبي وَهْب بن عَمْرو بن عايذ بن عمران بن مخزوم القرشي المخزومي، وهو الذي أخذ الحجر الأسود من الكعبة حين أرادت قريش تبني الكعبة، فنزا الحجر من يده حتى رجع مكانه، وقيل: الذي رفع الحجر أبو وهب والد حزن، وهو الصحيح، أسلم وصحب النبي، وهاجر إِلى المدينة، وقبل بل هو من مُسْلِمة الفتح.
وسمّاه النبي سَهلًا، فعن سعيد بن المسيب، قال: «كان اسم جدي حزنًا، فقال له النبي ﷺ: "ما اسمك؟" قال: حزن، قال: "لَا، بَلْ أَنْتَ سَهْلٌ"، قال: اسم سمّاني به أبي.» قال سعيد بن المسيّب: «فما زالَتْ تلك الحُزونة تُعْرَف فينا حتى اليوم.» وقال أهل النّسب: «في ولدِه حزُونة وسوء خلُق معروف ذلك فيهم لا يكاد يعدم منهم».
أخوته: هبيرة ويزيد بنو أبي وهب، أخوة هبار بن الأسود لأمه، أمهم جميعًا فاختة بنت عامر بن قرط بن سلمة بن قشير. وَلَدَ حَزْنُ: عبدَ الرحمن والمسَيَّبَ أسلم وصحب النبي، والسائبَ وأبا سعيد. وأمُّهما أم الحارث بنت سعيد بن عبد الله بن أبي قيس، وحَكِيمَ بن حَزْن قُتل يوم اليمامة شهيدًا، وأمه فاطمة بنت السائب بن عُوَيْمِر بن عايذ بن عمران بن مخزوم.
استشهد حزن يوم اليمامة، وقيل: استشهد يوم بزاخة أول خلافة أبي بكر في قتال أهل الردة.